# Chain Reaction (sång)
Chain Reaction är en låt av Diana Ross från 1985. Låten släpptes ut på hennes musikalbum Eaten Alive. Låten är skriven av Bee Gees som också hörs sjunga i bakgrunden.